# Bernt Rhotert
Bernt Rhotert (* 1934 in Breslau, Provinz Niederschlesien heute Wrocław/Polen) ist ein deutscher Fernsehdramaturg, Drehbuchautor und Schriftsteller.

## Leben
Rhotert wuchs nach 1945 in Stuttgart auf und studierte an den Universitäten Wien und München Theaterwissenschaft, Kunstgeschichte und Germanistik u. a. bei Heinz Kindermann und Artur Kutscher. 1961 wurde er mit einer Arbeit über das deutsche Fernsehspiel promoviert. Anschließend war er in Frankfurt am Main als produzierender Fernsehdramaturg tätig, zuletzt als  Bereichsleiter Fernsehspiel und Spielfilm im Hessischen Rundfunk für die ARD.
Als Produzent, Autor, Bearbeiter und Co-Autor schrieb und redigierte er eine Reihe von Drehbüchern für bekannte Fernsehfilme. Zu erwähnen sind hier etwa in Zusammenarbeit mit dem Regisseur Franz Peter Wirth eine Serie Die Buddenbrooks nach Thomas Mann (1979), eine Fernsehfassung von Schillers Don Carlos und mit Horst Pillau als Co-Autor der Mehrteiler Die Wilsheimer. Rhotert ist auch von 1985 bis 1999 für die Reihe Tatort tätig gewesen und war 1997 Produzent des Polizeiruf 110: Feuertod.
Seit 1980 war er zugleich Lehrbeauftragter für Theater-, Film- und Fernsehwissenschaft an der Universität Frankfurt.
Seither ist er auch als Autor von vier Romanen hervorgetreten.
Mit Heinar Kipphardt, Gerhard Klingenberg und Helmut Krapp erhielt er 1964 den ersten Fernsehpreis der „Deutschen Akademie der darstellenden Künste“ für die Entwicklung des Fernsehspiels In der Sache J. Robert Oppenheimer.
Bernt Rhotert lebt in Stuttgart.

## Werke (Auswahl)
- Namenstage, Roman, 1985
- Grenzverletzung – eine unerbittliche Liebe, Roman, 1989
- Ruß und Feuer, Roman, 2007
- Farben-Wahl – deutsch-deutsche Erzählung (Roman), 2015